# Acide-phénol
Un  acide-phénol (ou acide phénolique) est un composé organique possédant au moins une fonction carboxylique et un hydroxyle phénolique.
La pratique courante en phytochimie consiste à réserver ce terme aux dérivés de l’acide benzoïque et de l’acide cinnamique.

## Acides phénoliques dérivés de l'acide benzoïque: acides hydroxybenzoïques
Les acides hydroxybenzoïques dérivent par hydroxylation de l’acide benzoïque avec une structure de base de type C6-C1. Ces hydroxyles phénoliques OH peuvent ensuite être méthylés.
Exemples : 
- acide gallique, élément constitutif des tanins hydroxylables
- acide vanillique dont l'aldéhyde, la vanilline, est bien connue comme l'arôme naturel de vanille

Acide benzoïque (non phénolique)
Acide gallique
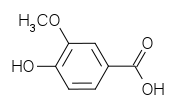
Acide vanillique

| Acides hydroxybenzoïques                              |    |      |    |      |     |         |
|                                                       | R1 | R2   | R3 | R4   | R5  | Formule |
| acide salicylique (acide 2-hydroxybenzoïque)          | OH | H    | H  | H    | H   |         |
| acide 3-hydroxybenzoïque                              | H  | OH   | H  | H    | H   |         |
| acide parahydroxybenzoïque (acide 4-hydroxybenzoïque) | H  | H    | OH | H    | H   |         |
| acide 2,3-dihydroxybenzoïque                          | OH | OH   | H  | H    | H   |         |
| acide 2,4-dihydroxybenzoïque                          | OH | H    | OH | H    | H   |         |
| acide gentisique (acide 2,5-dihydroxybenzoïque)       | OH | H    | H  | OH   | H   |         |
| acide protocatéchique (acide 3,4-dihydroxybenzoïque)  | H  | OH   | OH | H    | H   |         |
| acide pyrogallolcarboxylique                          | OH | OH   | OH | H    | H   |         |
| acide phloroglucinique                                | OH | H    | OH | H    | OH  |         |
| acide gallique                                        | H  | OH   | OH | OH   | H   |         |
| acide vanillique                                      | H  | OCH3 | OH | H    | H   |         |
| acide syringique                                      | H  | OCH3 | OH | OCH3 | H   |         |
| acide orsellinique                                    | OH | H    | OH | H    | CH3 |         |

## Acides phénoliques dérivés de l'acide cinnamique: acides hydroxycinnamiques
Les dérivés de l'acide cinnamique, les acides hydroxycinnamiques ont une structure de base de type C6-C3. Ils appartiennent à la grande famille des phénylpropanoïdes. Les hydroxyles phénoliques OH de ces dérivés peuvent aussi être méthylés (-O-CH3).
Exemples :
- acide paracoumarique, dont les lactones, les coumarines, sont largement distribuées dans tout le règne végétal
- acide caféique, très large représentation chez les végétaux, souvent sous forme de l'acide chlorogénique (ester avec l'acide quinique), comme dans le grain de café, la pomme ou sous forme d'acide 1,3-dicaféylquinique (cynarine) dans l'artichaut et d'acide rosmarinique dans le romarin et le thé de Java (orthosiphon)
- acide férulique
- acide sinapique

Dans les plantes, ces acides-phénols sont souvent sous forme d'esters d'alcools aliphatiques ou d'esters de l'acide quinique, de l'acide rosmarinique ou de glycosides.

Acide cinnamique (non phénolique)
Acide paracoumarique
Acide caféique
Acide férulique

| Acides hydroxycinnamiques     |      |      |      |         |
|                               | R1   | R2   | R3   | Formule |
| acide paracoumarique          | H    | OH   | H    |         |
| acide caféique                | OH   | OH   | H    |         |
| acide férulique               | OCH3 | OH   | H    |         |
| acide sinapique               | OCH3 | OH   | OCH3 |         |
| E-anéthole                    | H    | OCH3 | H    |         |
| acide 3,4-diméthoxycinnamique | OCH3 | OCH3 | H    |         |

Les composés formés d'acides hydroxycinnamiques (acide caféique, férulique, para-coumarique, sinapique, diméthoxycinnamique) conjugués à l'acide quinique forment la classe des acides chlorogéniques :
- acide caféylquinique (ACQ)
- acide férulylquinique (AFQ)
- acide p-coumarylquinique (APQ)
- acide sinapylquinique
- acide diméthoxycinnamylquinique

## Sources
- P. Sarni-Manchado, V. Cheynier, Les polyphénols en agroalimentaire, Lavoisier, Editions Tec & Doc, 2006, 398 p. (ISBN 2-7430-0805-9)
- (en) Fereidoon Shahidi, Marian Naczk, Phenolics in Food and Nutraceuticals, CRC Press, 2004 (ISBN 1-58716-138-9)
- Bruneton, J., Pharmacognosie - Phytochimie, plantes médicinales, 4e éd., revue et augmentée, Paris, Tec & Doc - Éditions médicales internationales, 2009, 1288 p. (ISBN 978-2-7430-1188-8)